# Glu Mobile

Logomarca

Glu Mobile é uma públicadora de jogos para telefones móveis com presença mundial. Em seu portifólio estão jogos famosos como Super K.O. boxing!, e títulos baseados em marcas como Atari, Harrah's, Hasbro, Microsoft, PlayFisrt, PopCap Games, SEGA e Sony. Glu Mobile é sediada em San Mateo, California, possui estúdios de desenvolvimento na China, Brasil e Rússia e escritórios na Alemanha, Inglaterra, Hong Kong e França.

## Jogos desenvolvidos

### Ação
- Alpha Wing 2
- Aqua Teen Hunger Force
- Call of Duty: World at War
- Call of Duty 4: Modern Warfare
- Call of Duty: Modern Warfare 2: Force Recon (Versão para celular de Call of Duty: Modern Warfare 2)
- Call of Duty: Black Ops Mobile
- Cannons
- Cannons Tournament
- The Chaos Engine
- Courage the Cowardly Dog Haunted House
- Dexter's Laboratory Security Alert!
- Dragon Island
- Fatal Force: Earth Assault
- Foster's Home: Balloon Bonanza
- Inuyasha
- Marc Ecko's Getting Up
- Mech Battalion
- Shadowalker
- Speedball 2 Brutal Deluxe
- Sonic The Hedgehog
- Sonic The Hedgehog 2
- The Powerpuff Girls Bad Mojo
- Tom and Jerry Cheese Chase
- Tom and Jerry Food Fight
- VBirds
- Crash Bandicoot Mutant Island

### Esportes/Corrida
- Adidas All-Star Football
- Brian Lara International Cricket 2007
- Crasn 'N' Burn
- Crash 'N' Burn Turbo
- Deer Hunter
- Deer Hunter
- The Flintstones Bedrock Bowling
- FOX Sports Football '06
- Jamaican Bobsled
- Manchester United Football
- Project Gotham Racing Mobile
- Super KO Boxing!
- Virtua Tennis
- Wacky Races

### Puzzle
- AstroPop
- Battleship
- Brain Genius
- Chu Chu Rocket
- Cluedo
- Cluedo SFX
- Codename: KND MINIGAMES
- Daily Puzzle
- Diner Dash
- everGirl everGems
- Insaniquarium Deluxe
- Lemmings
- Lemmings Return
- Reversi
- Scooby-Doo Castle Capers
- Scooby-Doo 2 Dark Dungeons
- The Flintstones Grocery Hunt
- Who Wants To Be A Millionaire?
- Who Wants To Be A Millionaire? Celebrity Edition
- Zuma

### Clássicos/Arcade
- Centipede
- Ed, Edd n Eddy Giant Jawbreakers
- Game of Life
- Monopoly
- MONOPOLY HERE & NOW
- SIMON
- Yogi Bear Pic-A-Nic

### TV/Filmes
- ALIENS: Unleashed
- High Heels MahJong: In Her Shoes
- Ice Age 2
- Kingdom of Heaven
- Mr. & Mrs. Smith
- Ren & Stimpy Pinball
- Robots
- Transformers
- Madagascar 2(ou Madagascar Escape 2 Africa)

### Estratégia/RPG
- Ancient Empires
- Ancient Empires II
- Baldur's Gate
- Kasparov Chess
- Love A Lemming
- Stranded

### Cartas/Casino
- 5-card Draw Poker
- Blackjack Hustler
- Dominoes
- HOYLE 6-in-1 Solitaire Pro
- World Series of Poker® Texas Hold'em
- World Series of Poker® Player Advisor

### Cultura POP
- Bush vs. Kerry Boxing
- everGirl everGems
- Ow, My Ballz!